# Juan Amadeo Baldrich
Juan Amadeo Baldrich (San Nicolás, 17 de abril de 1865 - Buenos Aires, 27 de octubre de 1917) fue un militar, periodista, escritor e historiador argentino. Entre sus obras se destacan Historia de la Guerra del Brasil, una de las pocas fuentes secundarias de esa guerra, y Las Comarcas Vírgenes: El Chaco Central-Norte, donde describe sus expediciones a esa región.

## Biografía

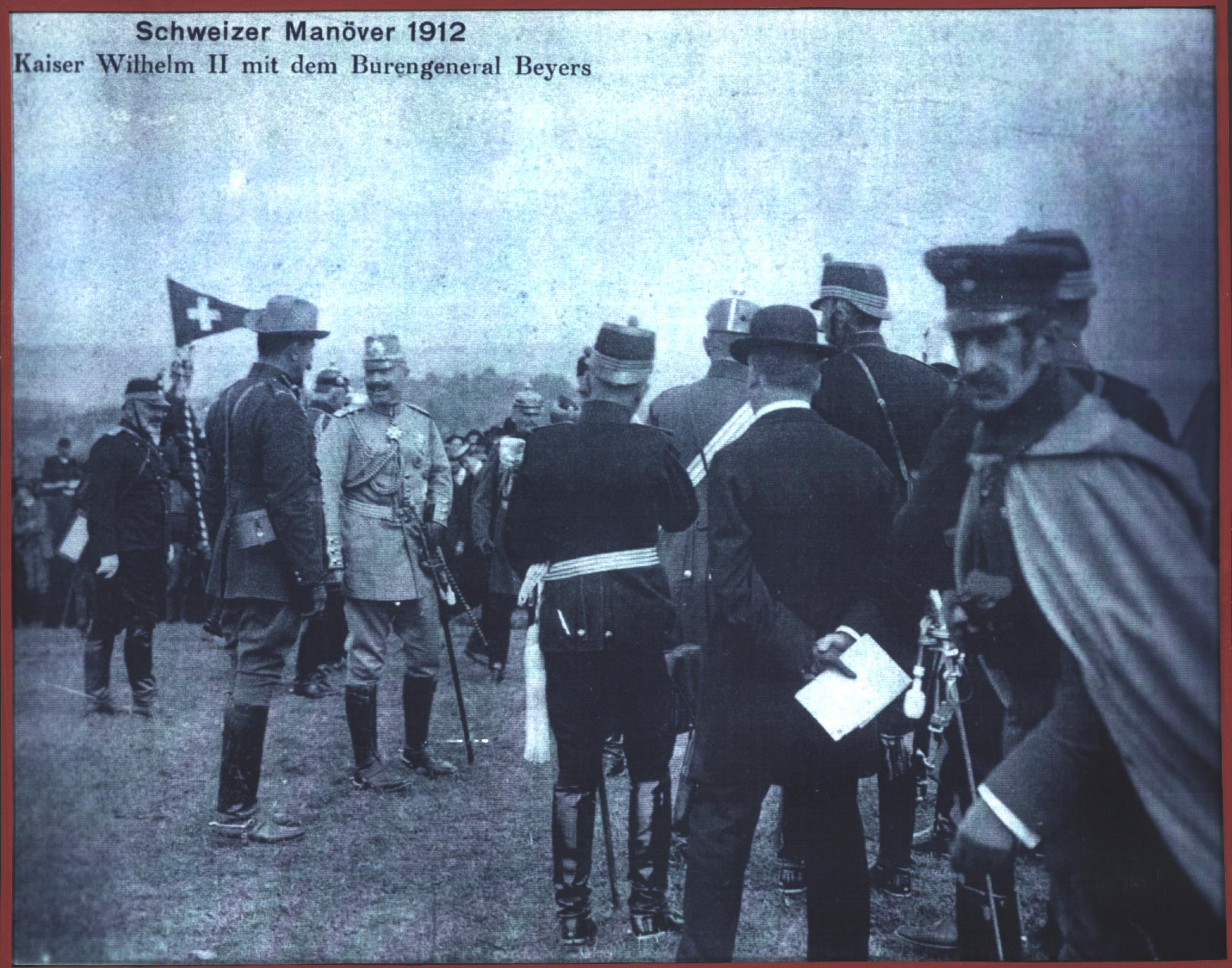
Juan Amadeo Baldrich (a la derecha).

La procedencia de los Baldrich es descripta por el historiador R. D. Primo como «una vieja familia de militares españoles, oriunda de Cataluña, dos de cuyos tíos llegaron al grado de generales, siendo uno de ellos, uno de los últimos gobernadores de Puerto Rico durante la dominación española.» Su padre, Juan Esteban, un capitán de artillería catalán, se había establecido en San Nicolás de los Arroyos, donde se casó con Petrona, la hija de un militar español realista que había peleado contra el movimiento independentista. Allí abrió una fábrica de velas y jabones. En medio de un conflicto familiar por la herencia de un título de marqués, Esteban retornó a España junto con su hijo menor Alonso Baldrich, donde murió en circunstancias misteriosas.
Amadeo cursó sus estudios secundarios en Paraná. De adolescente prestó servicio en el Ejército Argentino para la Conquista del Desierto y en 1882 se recibió de Ingeniero. Paralelamente, como integrante del Regimiento Nº10 de Caballería, participó en las expediciones al Gran Chaco de 1881 y de 1883 a las órdenes de Rudecindo Ibazeta y Juan Solá, siendo uno de los pioneros en la zona. En 1884 participó de la expedición del general Victorica, durante la cual compiló un diccionario de 105 voces tobas. Realizó estudios topográficos de la región que va del Río Bermejo al Río Verde, en lo que hoy es la Provincia de Formosa y el departamento paraguayo Presidente Hayes. Así dibujó los primeros mapas oficiales de la zona, ya que era miembro de Instituto Geográfico Argentino. El 17 de marzo de 1885 pasó a ser capitán de ingenieros militares bajo el mando del Coronel Juan Czetz.
En 1892 dirigió el batallón Cazadores de los Andes, en Mendoza. Al año siguiente dirigió un batallón de infantería montada en Corrientes. En marzo de 1896 fue secretario del Estado Mayor Técnico del general Luis María Campos en el campamento de reclutamiento de Cura Malal: posteriormente puso por escrito sus experiencias en su primer libro En Cura Malal - Primera conscripción argentina. El 2 de noviembre del mismo año fue designado Intendente de la ciudad de San Luis durante la intervención federal a la provincia. Fue secretario de los ministros de guerra Aristóbulo del Valle, Benjamín Victorica, Nicolás Levalle, Luis María Campos, Joaquín Viejobueno, y Eudoro Balsa.
En 1897 recibió la designación de director en la Escuela de Cabos y Sargentos, y de secretario en la Comisión Inspectora de Institutos de Enseñanza Militar. En 1901 pasó a Jefe de la Secretaría General del Ministerio de Guerra, apoyó la ley de conscripción obligatoria, y fue designado vocal en la comisión que redactó las Ordenanzas Generales de la Armada. Durante la segunda presidencia de Julio Argentino Roca fue el director de la Oficina de Asuntos Reservados (oficina de inteligencia). Al año siguiente se trasladó por segunda vez a Corrientes para ser jefe del Segundo Batallón de Infantería Montada. En 1904 se desempeñó como edecán del presidente Manuel Quintana. El 13 de noviembre de 1906 fue designado Jefe del Estado Mayor de la tercera región militar, con sede en Paraná. Recibió su ascenso a Coronel en 1907, al tiempo que se lo designó Jefe del Estado Mayor de la primera región militar, en Buenos Aires; tarea que desempeñó durante toda la presidencia del doctor José Figueroa Alcorta.
El 10 de octubre de 1910 recibió la designación de agregado militar a la Embajada Argentina en España, donde permanecería por casi tres años. En 1911 participó de las maniobras del Ejército Español en Marruecos, y al año siguiente fue representante del Ejército Argentino ante las maniobras del Ejército Imperial Alemán en Suiza. Durante dichos ejercicios el kaiser Guillermo II quedó asombrado por su habilidad, y le regaló una espada (ver fotografía). En España fue nombrado caballero de la Orden de Isabel la Católica y condecorado con la cruz de la Orden del Mérito Militar con distintivo blanco.
En su obra periodísitca se destaca la serie Desde el Campamento, publicada en el diario La Nación entre abril y julio de 1896.
Lleva su nombre una calle de la ciudad de Buenos Aires, y una escuela en Tres Isletas (Chaco).

## Baldrich y elrevisionismo
Baldrich fue uno de los primeros historiadores en postular que los caudillos y la «tiranía» de Juan Manuel de Rosas pudieron tener algún aspecto positivo. En 1905 el autor afirmaba:

Pero el caudillage argentino no fue siempre y en todos los puntos donde floreció, un delito, ni un factor absoluto de anarquía y de barbarie tal como nos lo ha legado la tradición y la leyenda amamantadas de pasiones. Cuando se medita fría y tranquilamente sobre la acción de ese órgano de la sociabilidad argentina, sobre su época, sus hombres, sus medios y tendencias, sentimos la intensa sensación de una mordedura de duda, y nos asalta la sospecha de haber vivido sugestionados.
J. A. Baldrich, Historia de la Guerra del Brasil, página 46.

## Publicaciones
- Las comarcas vírgenes: El Chaco Central norte (1890)
- Defensa ante el Consejo de Guerra (1895)
- En Cura Malal: Primera conscripción argentina (1896)
- La infantería montada argentina (1904)
- Historia de la guerra del Brasil. Contribución al estudio razonado de la historia militar argentina (1905)
- Arenga Patriótica (1906)
- El Teniente General Donato Álvarez: Su vida militar (1910)